# Agnolo Firenzuola
Agnolo Firenzuola (né le 28 septembre 1493 à Florence - mort le 27 juin 1543 à Prato) était un écrivain toscan du XVIe siècle.

## Biographie
Agnolo Firenzuola naquit à Florence le 28 septembre 1493 d’une famille originaire du bourg de Firenzuola, situé au pied des Apennins, entre Bologne et Florence. Son bisaïeul était venu s’établir dans cette dernière ville sous la protection de Cosme de Médicis ; son aïeul y avait acquis droit de cité et l’avait transmis à sa famille sans autre nom que celui Firenzuola, tiré du lieu de leur origine. C’est sans fondement que Negri et d’après lui Niceron et quelques autres donnent à cette famille le nom de Nannini. Ange fit une partie de ses études à Sienne et l’autre à Pérouse, où il se lia d’amitié avec Pierre l'Arétin. Il le retrouva ensuite à Rome, où il suivit quelque temps la carrière du barreau, et l’on voit, par quelques lettres qu’ils s’écrivirent, que les mœurs de Firenzuola ne valaient pas beaucoup mieux que celles de son ami. On assure cependant qu’il prit l’habit des religieux de Vallombreuse, et qu’il obtint successivement dans cet ordre les deux abbayes de Ste-Marie de Spolète et de St-Sauveur de Vaiano. Tiraboschi écrit « Non seulement sa vie ne fut pas digne d’un religieux, mais il n’y a aucune trace, ni du temps où il entra dans l’ordre, ni de celui où il fit profession, ni du séjour qu’il ait fait dans aucun monastère ; quant aux deux abbayes qu’on dit qu’il avait obtenues, il peut n’en avoir été qu’administrateur ou commendataire », mais il paraît que ces doutes ont peu de force contre les assertions de tous les auteurs qui ont écrit la vie de Firenzuola ; on cite des actes où il est désigné positivement sous le titre d’abbé, et un chapitre général où tous les prélats de son ordre se réunirent, et où il assista comme eux. L’Arétin lui dit aussi dans une de ses lettres « Je vous ai connu écolier à Pérouse, citoyen à Florence et prélat à Rome. » Quoi qu’il en soit, il fut à Rome de la joyeuse académie des Vignerons, qui florissait vers l’an 1530, sous le pontificat de Clément VII. Après la mort ce pape, il alla passer quelque temps à Florence et ensuite à Prato. Les ouvrages qu’il y écrivit, soit en vers, soit en prose, portent tous l’empreinte d’un esprit vif, naturellement porté à la satire et à la licence, et qui, en dépit de son état, cédait sans scrupule à ces deux penchants. On ignore le temps précis où il mourut ; mais ses ouvrages ne furent publiés que quelques années après sa mort, et les épitres dédicatoires des deux premiers éditeurs sont datées de 1548.

## Œuvres
Ses œuvres ont été réimprimées plusieurs fois, tantôt séparément, tantôt ensemble. La meilleure édition et la plus complète est celle de Florence, 1763, en 3 volumes in-8°. Le premier volume contient plusieurs opuscules en prose ; les Discours des animaux, imitation libre d’un ancien recueil de fables orientales ; les Entretiens d’amour, précédés d’une épître en l’honneur des dames et suivis de huit Nouvelles dans le genre de celles de Boccace, et qui n’y ressemblent pas moins par la licence que par l’élégance du style ; une petite dissertation grammaticale contre les nouvelles lettres que le Trissin avait voulu introduire dans l’écriture italienne, et un dialogue galant Sur les beautés des dames. Il parut dans le même siècle deux traductions françaises du morceau contenu dans ce volume : l’une intitulée : Plaisant et facétieux discours sur les animaux, etc., Lyon, Gabriel Cottier, 1556, in-16 ; l’autre : Deux livres de philosophie fabuleuse ; le premier prins des discours de M. Ange Firenzuola, Florentin, etc., par Pierre de Larivey, Champenois, Lyon, Benoît Rigaud, 1579, in-16. Le discours Sur les beautés des dames fut aussi traduit, sous ce même titre, par Jean Pallet, Saintongeois, Paris, Abel Langelier, 1578, in-8°. Le second volume est rempli tout entier par une imitation de L'Âne d'or d’Apulée, où le traducteur se substitue lui-même à la place du Lucius de l’auteur latin, met la scène en Italie et sème les aventures du roman de détails qui lui sont personnels. Le troisième volume est divisé en deux parties : l’une contient les rime ou poésies diverses, dont les plus nombreuses et les meilleures sont satiriques et dans le genre burlesque ; l’autre, deux comédies en prose, i Lucidi, qui sont imités des Ménechmes de Plaute, et la Trinuzia, pièce à triple intrigue et fort libre, qui a plus d’un rapport avec la Calandria du cardinal Bibbiena. Ces deux comédies, ainsi que les autres écrits en prose du Firenzuola, font autorité dans la langue et sont souvent citées dans le grand vocabulaire de la Crusca.

## Sources
- « Agnolo Firenzuola », dans Louis-Gabriel Michaud, Biographie universelle ancienne et moderne : histoire par ordre alphabétique de la vie publique et privée de tous les hommes avec la collaboration de plus de 300 savants et littérateurs français ou étrangers, 2e édition, 1843-1865 [détail de l’édition]
- Marie-Nicolas Bouillet  et Alexis Chassang (dir.), « Agnolo Firenzuola » dans Dictionnaire universel d’histoire et de géographie, 1878 (lire sur Wikisource)